# Kim Soo-young
Dans ce nom coréen, le nom de famille, Kim, précède le nom personnel.
Pour les articles homonymes, voir Kim.
Kim Su-yeong est un poète moderniste coréen qui a écrit sur ses rêves de liberté et sur l'injustice sociale.

## Biographie
Kim Soo-young est né le 27 novembre 1921 à Séoul. Il étudie l'économie à l'université de Tokyo à partir de 1941 avant de fuir en Mandchourie pour éviter de se faire enrôler dans l'armée japonaise. Il commence alors à enseigner en Mandchourie au lycée Jilin. Après la Libération, il rencontre les poètes Kim Ki-rim (en), Kim Kwang-gyun (ko) et Park In-hwan et commence à publier ses poèmes. C'est à cette période qu'il entreprend des études dans le département d'anglais de l'université Yonsei. Pendant la Guerre de Corée, il combat du côté des nordistes mais est fait prisonnier et est envoyé au camp de l'île de Geoje. Il revient à Séoul en 1954 et gagne sa vie grâce à des traductions et à des missions en tant que journaliste pour plusieurs quotidiens nationaux. Il continue en parallèle à écrire de la poésie et des articles de critique littéraire. En 1957, il obtient le Prix de l'Association des poètes coréens.
En 1960, il s'engage dans la révolution d'avril qui est cependant vite refrénée par le coup d'État de Park Chung-hee en 1961. Il meurt dans un accident de voiture le 16 juin 1968.
Le prix littéraire Kim Soo-yong est ainsi nommé en son honneur.

## Œuvres
Il a apporté un véritable renouveau dans l'écriture de la poésie en Corée, s'éloignant des traditions littéraires et des formes les plus strictes d'écriture. Il oriente ainsi son écriture vers le surréalisme, l'abstraction, la prose, et use même de langage familier voire vulgaire pour composer ses poèmes. Ce dernier trait de sa poésie se retrouve essentiellement dans ses écrits postérieurs à la Libération. Il n'a publié qu'un seul recueil de poèmes en 1959, intitulé La malice de la lune (Dallara-ui jangnan).
Son poème le plus connu est L'herbe (Pul, 1968).

### Livre traduit en français
- « Cent poèmes », pp.186, paru le 17 octobre 2010.  (ISBN 2841030954)